# Blaževo
Blaževo (en serbe cyrillique : Блажево) est un village de Serbie situé dans la municipalité de Brus, district de Rasina. Au recensement de 2011, il comptait 105 habitants.

## Démographie
| 1948 | 1953 | 1961 | 1971 | 1981 | 1991 | 2002 | 2011 |
| ---- | ---- | ---- | ---- | ---- | ---- | ---- | ---- |
| 198  | 199  | 226  | 241  | 196  | 210  | 183  | 105  |

|  |